# Glunten (tidskrift)

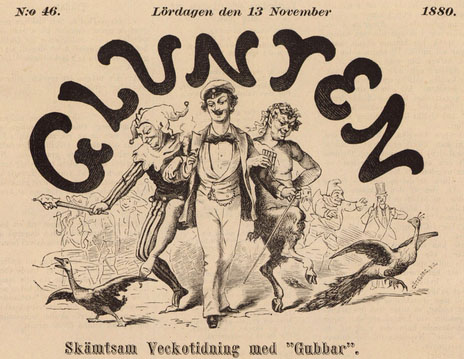
Glunten 1880-11-13

Glunten, senare även Kurre Glunten och Kurre, var en skämtsam veckotidning som gavs ut i Göteborg, åren 1880–1892. Från 1886 kallades den Kurre Glunten och från 1889 enbart för Kurre. Tidningen trycktes på samma tryckeri som Förposten och August Cederqvist var ansvarig utgivare för båda. Under åren 1882–1884 var Gustaf Schönberg medarbetare.

## Källa
- Sveriges periodiska litteratur, Glunten